# West Kootenay-Boundary (circonscription britanno-colombienne)
Pour les articles homonymes, voir Kootenay (homonymie) et Boundary.
Circonscription électorale provinciale du Canada
West Kootenay-Boundary est une ancienne circonscription provinciale de la Colombie-Britannique représentée à l'Assemblée législative de la Colombie-Britannique de 2001 à 2009.

## Géographie
Le circonscription était située dans le sud de la province.

## Liste des députés
| Législature                                                                         | Années                                                                              | Député                                                                              | Député                                                                              | Parti                                                                               |
| West Kootenay-Boundary Circonscription issue de Rossland-Trail et Okanagan-Boundary | West Kootenay-Boundary Circonscription issue de Rossland-Trail et Okanagan-Boundary | West Kootenay-Boundary Circonscription issue de Rossland-Trail et Okanagan-Boundary | West Kootenay-Boundary Circonscription issue de Rossland-Trail et Okanagan-Boundary | West Kootenay-Boundary Circonscription issue de Rossland-Trail et Okanagan-Boundary |
| ----------------------------------------------------------------------------------- | ----------------------------------------------------------------------------------- | ----------------------------------------------------------------------------------- | ----------------------------------------------------------------------------------- | ----------------------------------------------------------------------------------- |
| 37e                                                                                 | 2001–2005                                                                           |                                                                                     | Sandy Santori                                                                       | Libéral                                                                             |
| 38e                                                                                 | 2005–2009                                                                           |                                                                                     | Katrine Conroy                                                                      | Néo-démocrate                                                                       |
| Circonscription abolie, voir Boundary-Similkameen et Kootenay West                  |                                                                                     |                                                                                     |                                                                                     |                                                                                     |